# Regionalny Festiwal Kultury Polskiej w Winnicy
Regionalny Festiwal Kultury Polskiej w Winnicy – cykliczny festiwal kultury polskiej organizowany przez Związek Polaków Winniczyzny. W programie festiwalu znajdują się występy muzyczne i taneczne zespołów artystycznych działających przy polskich organizacjach m.in. z obwodu winnickiego, chmielnickiego i żytomierskiego. Dotąd odbyły się 22 edycje wydarzenia.